# 89 Tauri
89 Tauri är en misstänkt variabel i Oxens stjärnbild.
89 Tau har visuell magnitud +5,79 och varierar utan någon fastslagen amplitud eller periodicitet.